# برادر

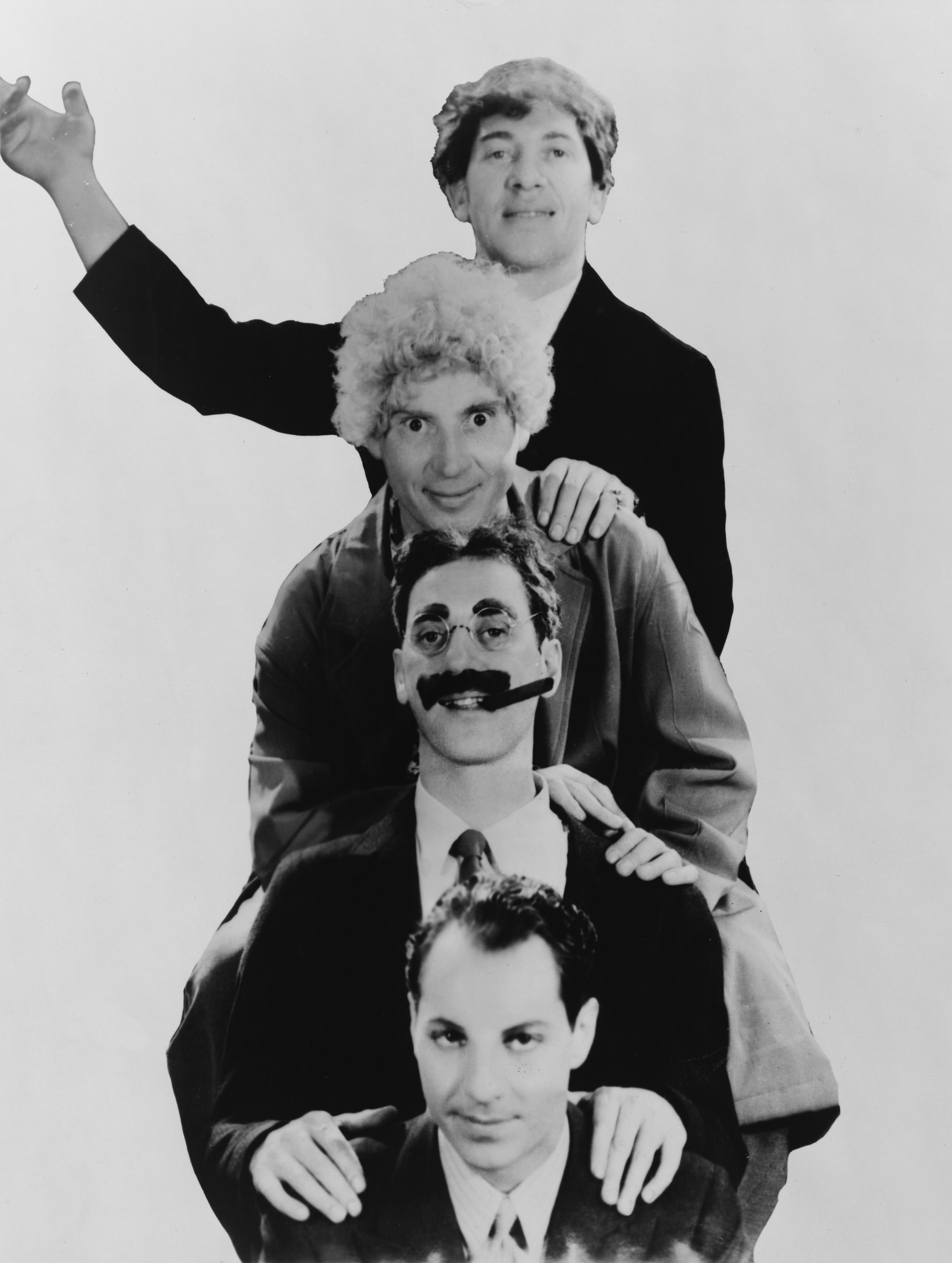
برادران مارکس، گروه کمدین‌ها

بَرادَر که در فارسی ایران داداش هم گفته می‌شود، یکی از نسبت‌های خانوادگی است و به فرد مذکری (غیر از خود فرد) که فرزند پدر و مادرش باشد گفته می‌شود. در واقع برادر به معنای هم‌نیای مذکر است. 
نام های مختلفی در فرهنگ و قومیت ایران میتوان نام برد. در بختیاری به برادر گوو
در بندر به برادر کاکا
در گیلکی به برادر برأر
و 
در اصفهان به برادر دادا هم گفته می شود . 

## نام
واژه برادر در فارسی و برخی از زبان‌های اروپایی ریشه در زبان نیاهندواروپایی دارد، در فارسی به آن داداش نیز می‌گویند که از زبان ترکی به فارسی راه پیدا کرده است.

## تعریف برادر
در افغانستان داشتن پدری واحد برای برادر بودن کفایت می‌کند. با این تعریف به پسری از مادر واحد ولی از پدر متفاوت برادر ناتنی گفته می‌شود.
در ایران به فرزندان یک پدر و دو مادر نیز ناتنی گفته می‌شوند. در ایران به برادر، داداش یا اخوی هم گفته می‌شود.
در جوامعی چون هند به پسر عمو، پسر عمه، پسر دایی و پسر خاله نیز برادر گفته می‌شود.

## ازدواج با برادر
کلئوپاترا یکی از ملکه‌های دودمان بطلمیوسی در مصر باستان، با بطلمیوس سیزدهم و بطلمیوس چهاردهم؛ برادران خویش، ازدواج کرد.